# Sextuple
Der Begriff Sextuple wird vornehmlich in der Sportpresse für den Gewinn von sechs bedeutenden nationalen und internationalen Titeln, insbesondere im Fußball, innerhalb einer Saison oder eines Kalenderjahres benutzt.
In einer Fußballsaison nehmen Vereine in der Regel an einer Reihe von nationalen Wettbewerben teil, z. B. an einer Liga und einem oder mehreren Pokalwettbewerben, sowie manchmal an kontinentalen Wettbewerben. Das Gewinnen mehrerer Wettbewerbe wird als besonders bedeutende Leistung angesehen. Double und Triple sind in der Regel lange in Erinnerung gebliebene Erfolge, treten jedoch mit einer gewissen Häufigkeit auf, während das Gewinnen von vier oder mehr Trophäen in einer Saison viel seltener ist. In den 2010er Jahren wurden die Begriffe Quadruple, Quintuple und Sextuple manchmal als Bezeichnung für den Gewinn von vier, fünf bzw. sechs Trophäen in einer einzigen Saison verwendet.

## Sextuple im kontinentalen Fußball

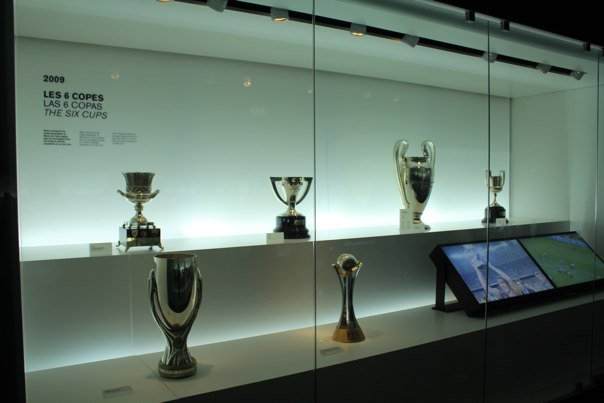
Die sechs vom FC Barcelona 2009 gewonnenen Pokale wurden im Camp Nou Museum ausgestellt

In Bezug auf Fußball bedeutet das Sextuple, dass ein Verein sechs offizielle Wettbewerbe hintereinander zu gewinnen hat. Die Leistung kann entweder durch Siege in derselben Saison oder in demselben Kalenderjahr erreicht werden.
Die drei nationalen Titel sind in einem Kontinent:
- der Gewinn der nationalen Liga
- der Gewinn des nationalen Pokals
- der Gewinn des nationalen Supercups

Die zwei internationalen Titel sind in einem Kontinent:
- der Gewinn der kontinentalen Liga, bspw. der UEFA Champions League
- der Gewinn des kontinentalen Supercups, bspw. des UEFA Super Cups

Der internationale Titel weltweit ist:
- der Gewinn des FIFA-Interkontinental-Pokals (ehemals bis zum 2023 der FIFA-Klub-Weltmeisterschaft)

Derzeit haben aufgrund der Präsenz kontinentaler Superpokale in Afrika, Europa und Südamerika nur Vereine aus den Spitzenligen von einem dieser Kontinente eine Chance, ein Sechsfach zu erreichen.

## Bisherige Sextuple-Gewinner

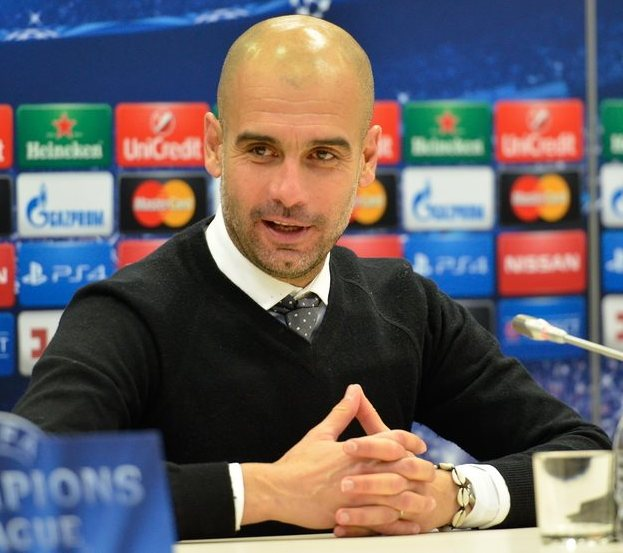
Pep Guardiola, Trainer des FC Barcelona, der 2009 das erste internationale Sextuple erreichte.

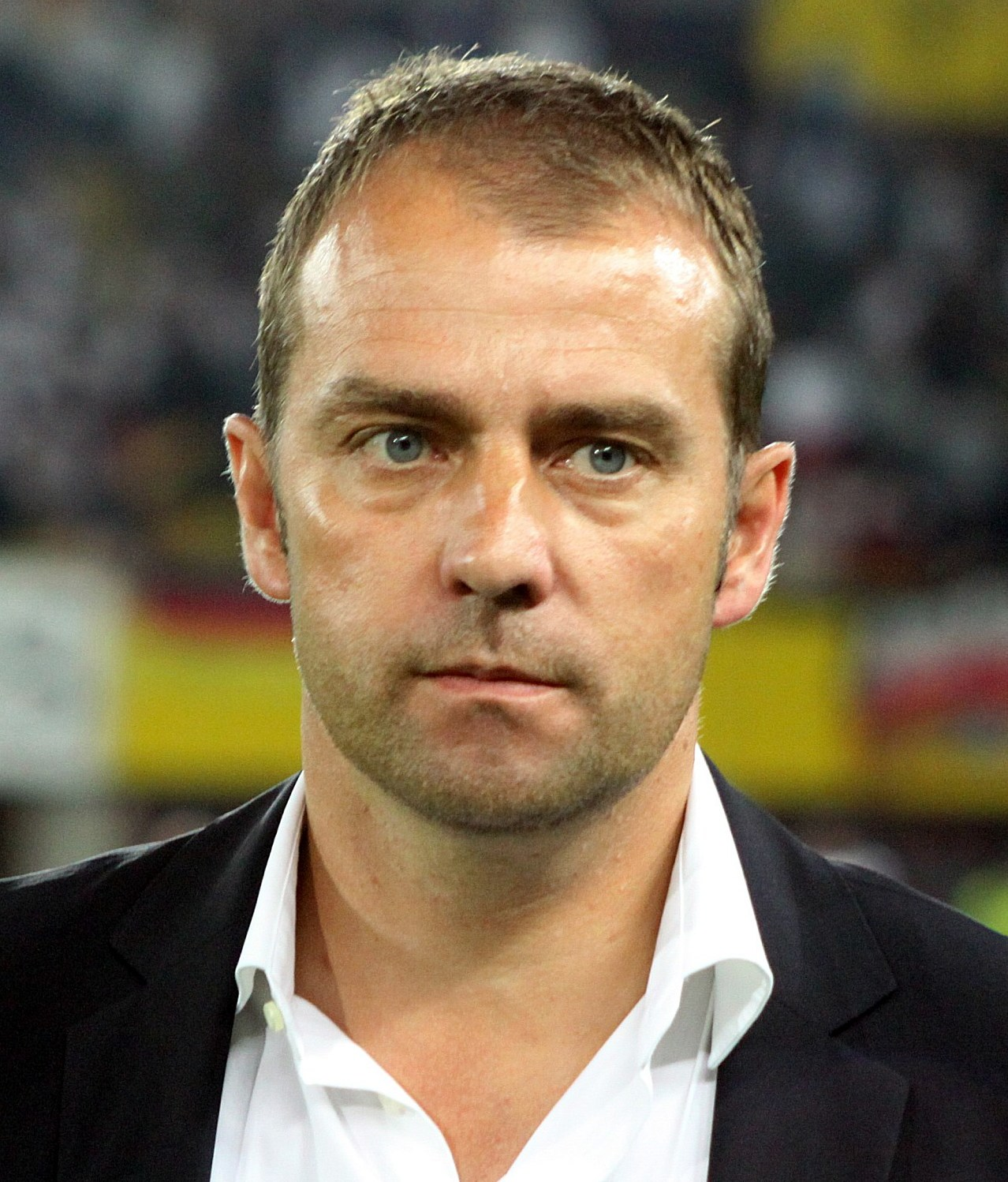
Hansi Flick, Trainer des FC Bayern München, der 2020 das internationale Sextuple erreichte.

| Mannschaft        | Jahr | Titel            | Titel            | Titel               | Titel                    | Titel                  | Titel                         |
| Mannschaft        | Jahr | Nationale Liga   | Nationaler Pokal | Nationaler Supercup | Kontinentaler Wettbewerb | Kontinentaler Supercup | Interkontinentaler Wettbewerb |
| ----------------- | ---- | ---------------- | ---------------- | ------------------- | ------------------------ | ---------------------- | ----------------------------- |
| FC Barcelona      | 2009 | Primera División | Copa del Rey     | Spanischer Supercup | UEFA Champions League    | UEFA Super Cup         | FIFA-Klub-Weltmeisterschaft   |
| FC Bayern München | 2020 | Bundesliga       | DFB-Pokal        | DFL-Supercup        | UEFA Champions League    | UEFA Super Cup         | FIFA-Klub-Weltmeisterschaft   |

## Verpasste Sextuples
Die folgenden Teams konnten mit fünf Titeln das Quintuple erreichen, im sechsten offiziellen Wettbewerb wurde aber nur der zweite Platz belegt und damit das Sextuple verfehlt:
Europa
- 1995:  Ajax Amsterdam – gewann die Eredivisie, den niederländischen Supercup, die UEFA Champions League, den UEFA Supercup und den Weltpokal, verlor jedoch das Finale des KNVB-Pokals gegen Feyenoord Rotterdam.
- 2010:  Inter Mailand – gewann die Serie A, den Coppa Italia, den italienischen Supercup, die UEFA Champions League und die FIFA Klub-Weltmeisterschaft, verlor jedoch den UEFA Supercup gegen Atlético Madrid.[7]
- 2011:  FC Barcelona – gewann die Primera División, den spanischen Supercup, die UEFA Champions League, den UEFA Supercup und die FIFA Klub-Weltmeisterschaft, verlor jedoch das Finale des Copa del Rey gegen Real Madrid.[8]
- 2013:  FC Bayern München – gewann die Bundesliga, den DFB-Pokal, die UEFA Champions League, den UEFA Supercup und die FIFA Klub-Weltmeisterschaft, verlor aber den deutschen Supercup gegen Borussia Dortmund.[9]
- 2015:  FC Barcelona – gewann die Primera División, den Copa del Rey, die UEFA Champions League, den UEFA Super Cup und die FIFA Klub-Weltmeisterschaft, verlor aber den spanischen Supercup gegen Athletic Bilbao.[10]
- 2017:  Real Madrid – gewann die Primera División, den spanischen Supercup, die UEFA Champions League, den UEFA Super Cup und die FIFA Klub-Weltmeisterschaft, verlor jedoch im Viertelfinale des Copa del Rey gegen Celta Vigo.[11]
- 2023:  Manchester City – gewann die Premier League, den FA Cup, die UEFA Champions League, den UEFA Super Cup und die FIFA Klub-Weltmeisterschaft, verlor aber den englischen Supercup gegen Arsenal London.[12]

außerhalb Europas
- 2006:  al Ahly SC – gewann die Egyptian Premier League, den Ägyptischen Pokal, den ägyptischen Supercup, die CAF Champions League und den CAF Supercup verlor jedoch das Halbfinale der FIFA-Klub-Weltmeisterschaft gegen Internacional Porto Alegre.